# Israel Pickens
Israel Pickens (Concord, 30 januari 1780 – Matanzas, 24 april 1827) was een Amerikaans politicus. In 1802 behaalde hij zijn graad in de Rechten aan het Washington & Jefferson College, destijds het Jefferson College. Met deze titel werd hij naast politicus ook advocaat. In 1821 volgde hij Thomas Bibb op als gouverneur van Alabama.
Hij overleed op 47-jarige leeftijd in Cuba en werd oorspronkelijk op een familiekerkhof begraven, maar werd later overgeplaatst naar een begraafplaats in Greensboro in Alabama.